# When Your Heart Stops Beating
When Your Heart Stops Beating es el primer y único álbum de estudio de la banda estadounidense +44. When Your Heart Stops Beating salió a la venta el 14 de noviembre de 2006. El primer sencillo fue la canción que da nombre al álbum, «When Your Heart Stops Beating», y el estreno del video musical, que estaba previsto para el 20 de septiembre, terminó siendo el 2 de octubre.
El 13 de diciembre de 2005 (el mismo día del cumpleaños de Tom DeLonge, miembro de Blink-182), la banda publicó en su web oficial la primera canción titulada «No It Isn't». Se dijo que esta canción está dedicada a Tom por los problemas que tuvo con Blink-182, no sólo porque fue publicada el día de su cumpleaños (aunque esta teoría fue probada incorrecta por Hoppus en una entrevista con la revista británica Kerrang!), sino también por la letra de la misma. Posteriormente, Mark Hoppus aclaró que la fecha de lanzamiento había sido esa por una decisión de la compañía discográfica.
La banda contaba con la participación de Carol Heller, de la banda de punk californiana Get the Girl, quien sería la guitarrista y segunda voz, pero Carol se marchó de la banda por razones familiares y fue reemplazada por los guitarristas: Craig Fairbaugh y Shane Gallagher. De todas maneras, Carol tiene participación en uno de los temas del disco, «Make You Smile», donde aporta como segunda voz.

## Lista de canciones
| N.º   | Título                          | Duración |  |
| 1.    | «Lycanthrope»                   | 3:58     |  |
| 2.    | «Baby, Come On»                 | 2:46     |  |
| 3.    | «When Your Heart Stops Beating» | 3:13     |  |
| 4.    | «Little Death»                  | 4:06     |  |
| 5.    | «155»                           | 3:30     |  |
| 6.    | «Lillian»                       | 4:39     |  |
| 7.    | «Cliff Diving»                  | 3:41     |  |
| 8.    | «Interlude»                     | 1:12     |  |
| 9.    | «Weatherman»                    | 4:33     |  |
| 10.   | «No, It Isn't»                  | 3:32     |  |
| 11.   | «Make You Smile»                | 3:45     |  |
| 12.   | «Chapter XIII»                  | 5:07     |  |
| 44:00 |                                 |          |  |

### Pistas adicionales
| N.º | Título                                         | Duración |  |
| 1.  | «Baby, Come On (Acústica)»                     | 2:54     |  |
| 2.  | «Weatherman (Acústica)»                        | 4:17     |  |
| 3.  | «145 (155 Acústica) Solo en «Special Edition»» | 3:37     |  |